# Nincada
Nincada is een Pokémonwezen geïntroduceerd in de derde generatie van de Pokémon spellen, Pokémon Ruby en Sapphire. Nincada is gebaseerd op cicaden, de soort is voornamelijk wit van kleur, met groene ogen en vleugels, en grote bruine voorpoten.
Nincada evolueert naar Ninjask vanaf level 20. Uniek aan Nincada is dat als er bij deze evolutie ruimte in de party van de speler is, en de speler minstens één type Pokébal heeft, de Pokémon Shedinja naast Ninjask ontstaat. 
Nincada is in de derde generatie spellen onder andere te vinden op "Route 116", die ten oosten van de stad Rustboro City ligt.
Nincada was in generatie drie de eerste en enige Pokémon met de type-combinatie van Insect en Grond. Echter, één generatie later werd Wormadam geïntroduceerd, waarvan de Sandy vorm dezelfde type-combinatie heeft. Wel is Nincada nog steeds de enige ongeëvolueerde Pokémon met deze type-combinatie.

## Ruilkaartenspel
Er bestaan tien standaard Nincada-kaarten, allemaal met het type Gras als element.